# 6 Ore di Imola

La Porsche 956B dell'equipaggio Stuck-Bellof nella vittoriosa 1000 km del 1984

La 6 Ore di Imola è una gara automobilistica di durata che si disputa all'autodromo Enzo e Dino Ferrari di Imola.
La prima edizione si è tenuta nel 1968. Nel 1974 la distanza fu raddoppiata a 1000 km, mentre nel 1977 fu dimezzata a 250 km. La manifestazione subì una prima interruzione negli anni 1978-1982; una seconda interruzione, molto più lunga, si estese dal 1985 al 2010. La competizione riprese nel 2011, adottando per la prima volta la formula delle 6 ore. Dal 2013 la durata della corsa è cambiata; dall'anno seguente adottò la formula delle 4 ore. Una seconda interruzione arrivò dal 2016 al 2021.
Dal 2024 la manifestazione, con la formula delle 6 ore, fa parte del campionato del mondo endurance FIA.

## Albo d'oro
| Anno                     | Vincitori                                             | Scuderia                     | Auto                 | Distanza/Durata   | Competizione          | Campionato | Classifica                                                              |
| ------------------------ | ----------------------------------------------------- | ---------------------------- | -------------------- | ----------------- | --------------------- | --- | ----------------------------------------------------------------------- |
| 1968                     | Nino Vaccarella Teodoro Zeccoli                       | Autodelta                    | Alfa Romeo T33/2     | 500 km (310 mi)   | 500 km di Imola       | Campionato italiano velocità categorie «Sport prototipi - Gruppo 6», «Sport - Gruppo 4» e «Gran turismo - Gruppo 3». | Classifica                                                              |
| 1969                     | Jacky Ickx                                            | J.W. Automotive Engineering  | Mirage M3/300-Ford   | 500 km (310 mi)   | 500 km di Imola       | Campionato Italiano Sport                                                                                            | Classifica Video a colori                                               |
| 1970                     | Brian Redman                                          | J.W. Automotive Engineering  | Porsche 917K         | 500 km (310 mi)   | 500 km di Imola       | Campionato Italiano Sport                                                                                            | Classifica Servizio della Domenica Sportiva (13-09-1970) Video a colori |
| 1971                     | Brian Redman                                          | J.W. Automotive Engineering  | BRM-Chevrolet        | 500 km (310 mi)   | 500 km di Imola       | Campionato Italiano Sport                                                                                            | Classifica                                                              |
| 1972                     | Arturo Merzario                                       | Ferarri SEFAC                | Ferrari 312PB        | 500 km (310 mi)   | 500 km di Imola       | Campionato Italiano Sport                                                                                            | Classifica                                                              |
| 1973                     | Derek Bell                                            | Gulf Research Racing Company | Mirage-Ford          | 500 km (310 mi)   | 500 km di Imola       | Campionato Italiano Sport                                                                                            | Classifica Video delle qualifiche                                       |
| 1974                     | Gérard Larrousse Henri Pescarolo                      | Equipe Matra Gitanes         | Matra-SIMCA MS670C   | 1 000 km (620 mi) | 1000 km Imola         | Campionato Mondiale Sportprototipi Campionato Italiano Sport                                                         | Classifica                                                              |
| 1975: Non disputata      |                                                       |                              |                      |                   |                       | |                                                                         |
| 1976                     | Jochen Mass Jacky Ickx                                | Martini Racing               | Porsche 936          | 500 km (310 mi)   | Trofeo Ignazio Giunti | Campionato mondiale sport gruppo 6 (Campionato Italiano Gr.6)                                                        | Classifica                                                              |
| 1977                     | Vittorio Brambilla                                    | Autodelta                    | Alfa Romeo T33/SC/12 | 250 km (160 mi)   | 250 km Imola          | Campionato mondiale sport gruppo 6 (Campionato Italiano Gr.6)                                                        | Classifica                                                              |
| 1978–1982: Non disputata |                                                       |                              |                      |                   |                       | |                                                                         |
| 1983                     | Teo Fabi Hans Heyer                                   | Martini Racing               | Lancia LC2           | 6 ore             | 1000 km di Imola      | Campionato Europeo Endurance                                                                                         |                                                                         |
| 1984                     | Hans-Joachim Stuck Stefan Bellof                      | Brun Motorsport              | Porsche 956B         | 1 000 km (620 mi) | 1000 km di Imola      | Campionato Mondiale Sportprototipi Deutsche Rennsport Meisterschaft                                                  |                                                                         |
| 1985–2010: Non disputata |                                                       |                              |                      |                   |                       | |                                                                         |
| 2011                     | Anthony Davidson Sébastien Bourdais                   | Peugeot Sport Total          | Peugeot 908          | 6 ore             | 6 ore di Imola        | Le Mans Series Intercontinental Le Mans Cup                                                                          |                                                                         |
| 2012: Non disputata      |                                                       |                              |                      |                   |                       | |                                                                         |
| 2013                     | Pierre Thiriet Mathias Beche                          | Thiriet by TDS Racing        | Oreca 03             | 3 ore             | 3 ore di Imola        | European Le Mans Series                                                                                              |                                                                         |
| 2014                     | Simon Dolan Harry Tincknell Filipe Albuquerque        | Jota Sport                   | Zytek Z11SN          | 4 ore             | 4 ore di Imola        | European Le Mans Series                                                                                              |                                                                         |
| 2015                     | Pierre Thiriet Ludovic Badey Tristan Gommendy         | Thiriet by TDS Racing        | Oreca 05             | 4 ore             | 4 ore di Imola        | European Le Mans Series                                                                                              |                                                                         |
| 2016–2021: Non disputata |                                                       |                              |                      |                   |                       | |                                                                         |
| 2022                     | Lorenzo Colombo Louis Delétraz Ferdinand Habsburg     | Prema Racing                 | Oreca 07             | 4 ore             | 4 ore di Imola        | European Le Mans Series                                                                                              |                                                                         |
| 2023: Non disputata      |                                                       |                              |                      |                   |                       | |                                                                         |
| 2024                     | Mike Conway Kamui Kobayashi Nyck de Vries             | Toyota Gazoo Racing          | Toyota GR010 Hybrid  | 6 ore             | 6 ore di Imola        | Campionato del mondo endurance                                                                                       |                                                                         |
| 2025                     | James Calado Antonio Giovinazzi Alessandro Pier Guidi | Ferrari AF Corse             | Ferrari 499P         | 6 ore             | 6 ore di Imola        | Campionato del mondo endurance                                                                                       |                                                                         |